# Tim Rodber
Timothy Andrew Keith Rodber (Richmond, 2 luglio 1969) è un ex rugbista a 15 e dirigente d'azienda britannico, nazionale inglese, per 14 stagioni terza linea ala del Northampton; con l’Inghilterra prese parte a due Coppe del Mondo di rugby e fu selezionato anche per i British Lions.

## Biografia
L'intera carriera di Rodber, fatta eccezione per una parentesi a Oxford e una in un team minore di Petersfield, si svolse nelle file dei Northampton Saints, club nel quale egli entrò nel 1987 e che lasciò nel 2001 al termine della sua attività agonistica, dopo 14 stagioni di cui cinque da capitano (a partire dal 1994, anno del ritiro del precedente capitano John Olver).
Il Northampton fu anche il club con il quale egli ebbe il suo primo contratto professionistico; da dilettante, avviato alla vita militare fin dall'età di 16 anni, era giunto fino al grado di capitano del reggimento di fanteria dello Yorkshire noto come Green Howards.
Nonostante la sua lunghissima militanza nel club, sollevò il suo primo trofeo quasi alle soglie del ritiro, quando si laureò campione d'Europa a Twickenham nella finale di Heineken Cup del 2000; in Nazionale, invece, esordì nel Cinque Nazioni 1992 e prese parte a tutte le edizioni del torneo fino al 1999 eccezion fatta per quelle del 1993 e 1998, vincendone tre, di cui due con il Grande Slam.
Fu anche presente in due edizioni di Coppa del Mondo, nel 1995 in Sudafrica e nel 1999 in Galles, disputandovi in totale otto incontri.
Nel giugno 1997, inoltre, fu chiamato a far parte della selezione dei British Lions in tour in Sudafrica, nel corso del quale prese parte ai due test match ufficiali contro gli Springbok, entrambi vinti (18-15 e 25-16).
Dopo il ritiro nel 2001 fondò una compagnia di marketing e pubbliche relazioni, successivamente assorbita dalla britannica Williams Lea, della quale è oggi direttore delle operazioni nel mercato nordamericano dalla filiale di New York.

## Palmarès
- Heineken Cup: 1
Northampton: 1999-2000